# Arthur Jackes

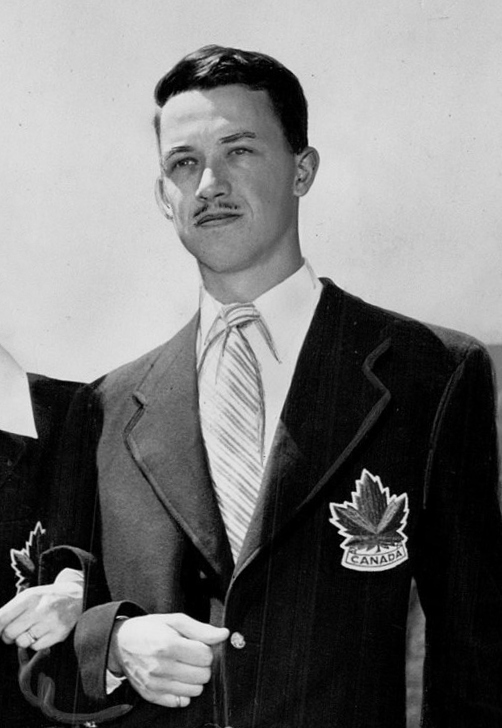
Arthur Jackes, 1948

Arthur M. „Art“ Jackes (* 26. Juni 1924 in Toronto; † 10. November 2000 in Greenbank, Washington) war ein kanadischer Hochspringer.
Bei den Olympischen Spielen 1948 in London wurde er Sechster und bei den British Empire Games 1950 in Auckland Zehnter.
Von 1948 bis 1950 wurde er dreimal in Folge Kanadischer Meister. Seine persönliche Bestleistung von 1,955 m stellte er 1949 auf.